# سفارة ألبانيا في النمسا
سفارة ألبانيا في النمسا هي أرفع تمثيل دبلوماسي لدولة ألبانيا لدى النمسا. تقع السفارة في فيينا وهي تهدف لتعزيز المصالح الألبانية في النمسا.

## وصلات خارجية
- الموقع الرسمي
- قائمة سفارات ألبانيا
- قائمة السفارات في النمسا